# Marta Siwka
Marta Siwka est une ancienne joueuse de volley-ball polonaise née le 24 juin 1986 à Gdańsk. Elle mesure 1,67 m et jouait au poste de libero. 

## Clubs
| Club                     | De        | À          |
| ------------------------ | --------- | ---------- |
| Gedania Gdańsk           | 1995-1996 | 2007-2008  |
| Piast Szczecin           | 2008-2009 | 2008-2009  |
| Gedania Gdańsk           | 2009-2010 | 2009-2010  |
| LTS Legionovia Legionowo | 2010-2011 | 2012-2013  |
| CSM Târgoviște           | jan 2014  | avril 2015 |
| Budowlani Toruń          | 2015-2016 | 2015-2016  |

## Palmarès
- Championnat de Roumanie
  - Finaliste : 2015.